# 결막
결막(結膜, conjunctiva), 또는 이음막은 눈의 공막을 덮고 있는 기저막과 세포로 구성된 투명한 점막이며 눈꺼풀 내부를 감싸고 있다.

## 기능
결막은 점액과 눈물을 분비하여 눈의 윤활성을 돕는다. 눈물의 양은 눈물샘에서 나는 것보다는 적다. 결막은 또한 면역감시체계를 도우며, 미생물들이 눈에 침입하는 것을 막는데 도움이 된다.

## 같이 보기
- 결막염